# Могрицький заказник
Мо́грицький зака́зник — ландшафтний заказник місцевого значення в Україні. Об'єкт природно-заповідного фонду Сумської області. 
Розташований у межах Сумського району Сумської області, на схід від села Могриця. 

## Опис
Площа 15,2 га. Статус надано згідно з розпорядженням голови облдержадміністрації від 14.12.1995 року № 237. Перебуває у віданні: Могрицька сільська рада. 
Статус надано для збереження мальовничих крутосхилів правого корінного берега річки Псел з численними балками, порослими степовою рослинністю з ксерофітним кальцієфільним рослинними комплексом та притаманним йому тваринним світом. З півдня до заказника примикає Могрицький крейдяний кар'єр, з півночі — курган-городище. 
Серед рослин представлені види занесені до Червоної книги України (пирій ковилолистий, коручка чемерниковидна), обласного червоного списку (анемона лісова, льон багаторічний, льон жовтий, лищиця малонасінна, льон австрійський, сон широколистий, сонцецвіт звичайний, шолудивник Кауфмана), угруповань Зеленої книги України (формації латаття білого та глечиків жовтих). 
Є місцем мешкання тварин, занесених до Червоної книги України (мідянка, жук-олень, сколія-гігант, мнемозина, поліксена, махаон, орел-карлик, тушканчик великий), занесених до Європейського Червоного списку (деркач, синявець аргірогномон, мурашка руда лісова), обласного червоного списку (лунь лучний).

## Галерея

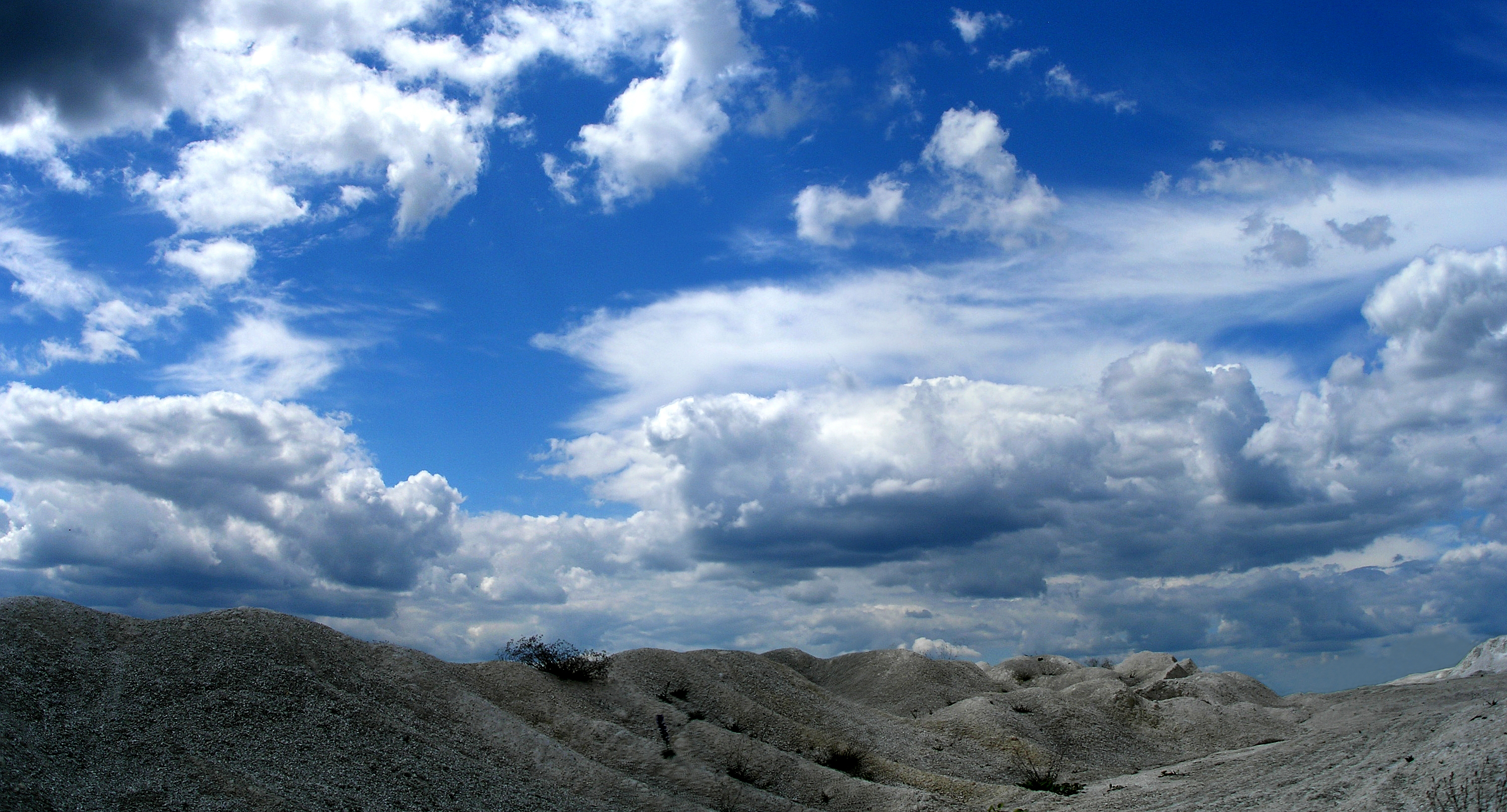
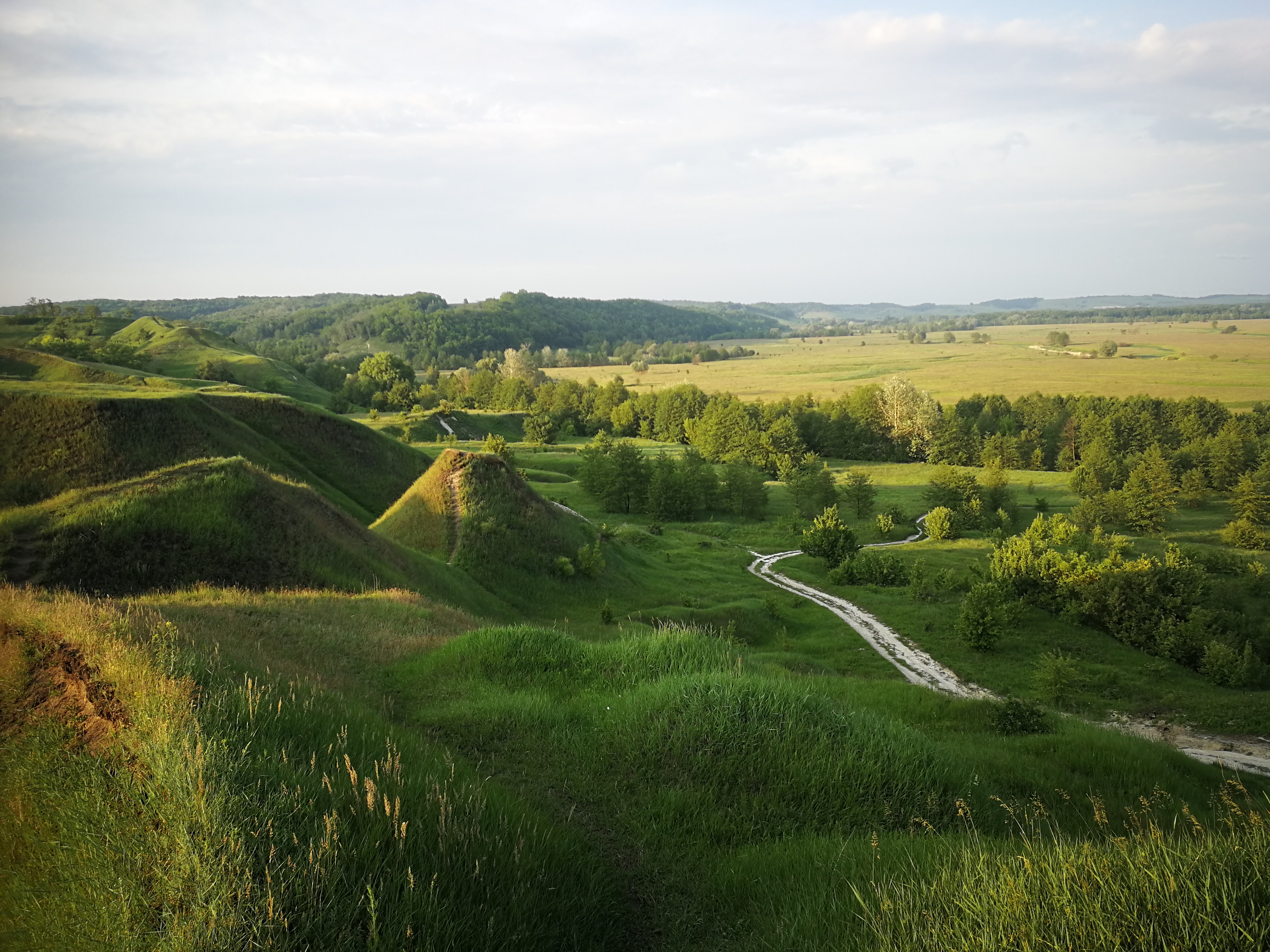
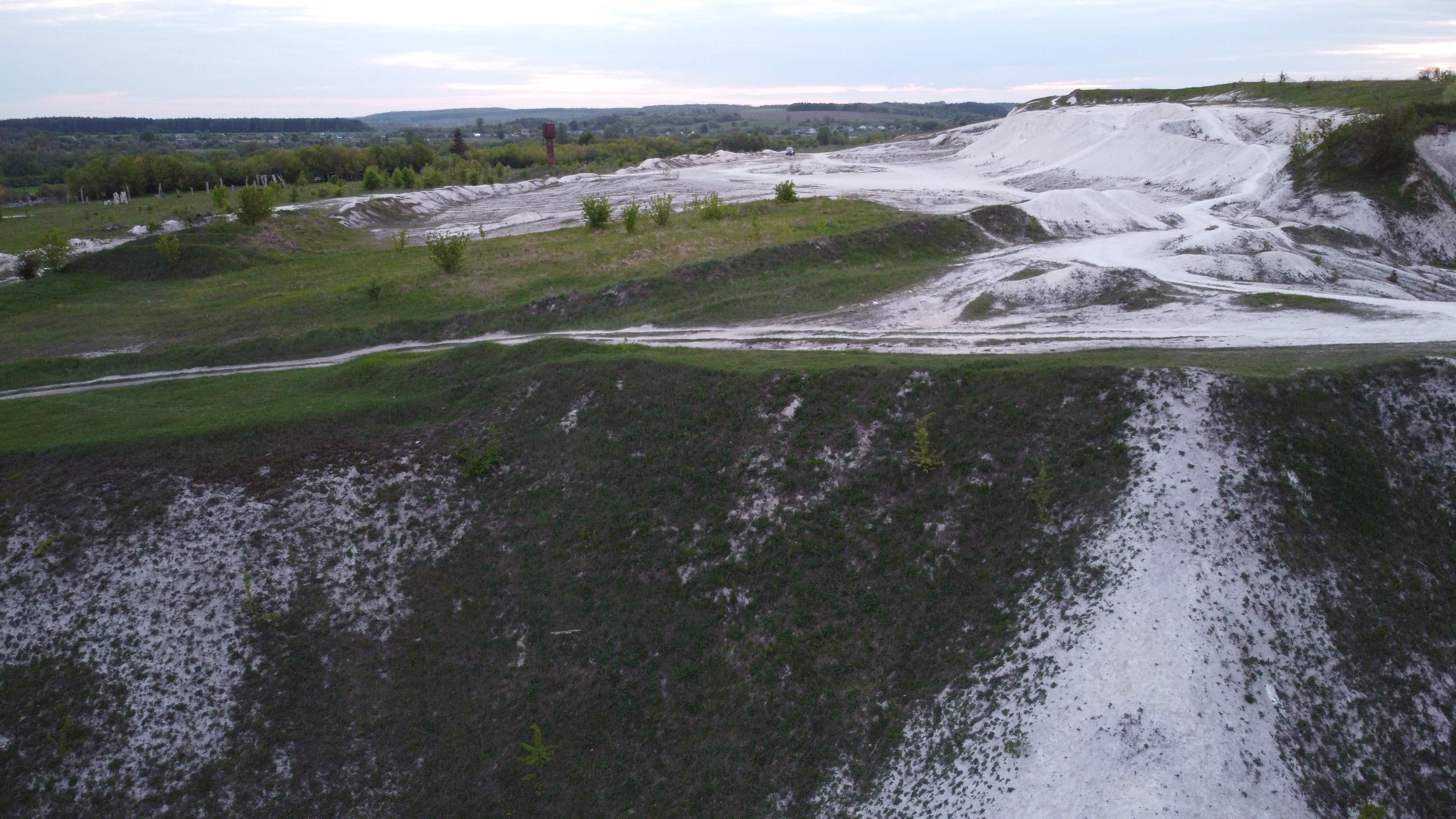
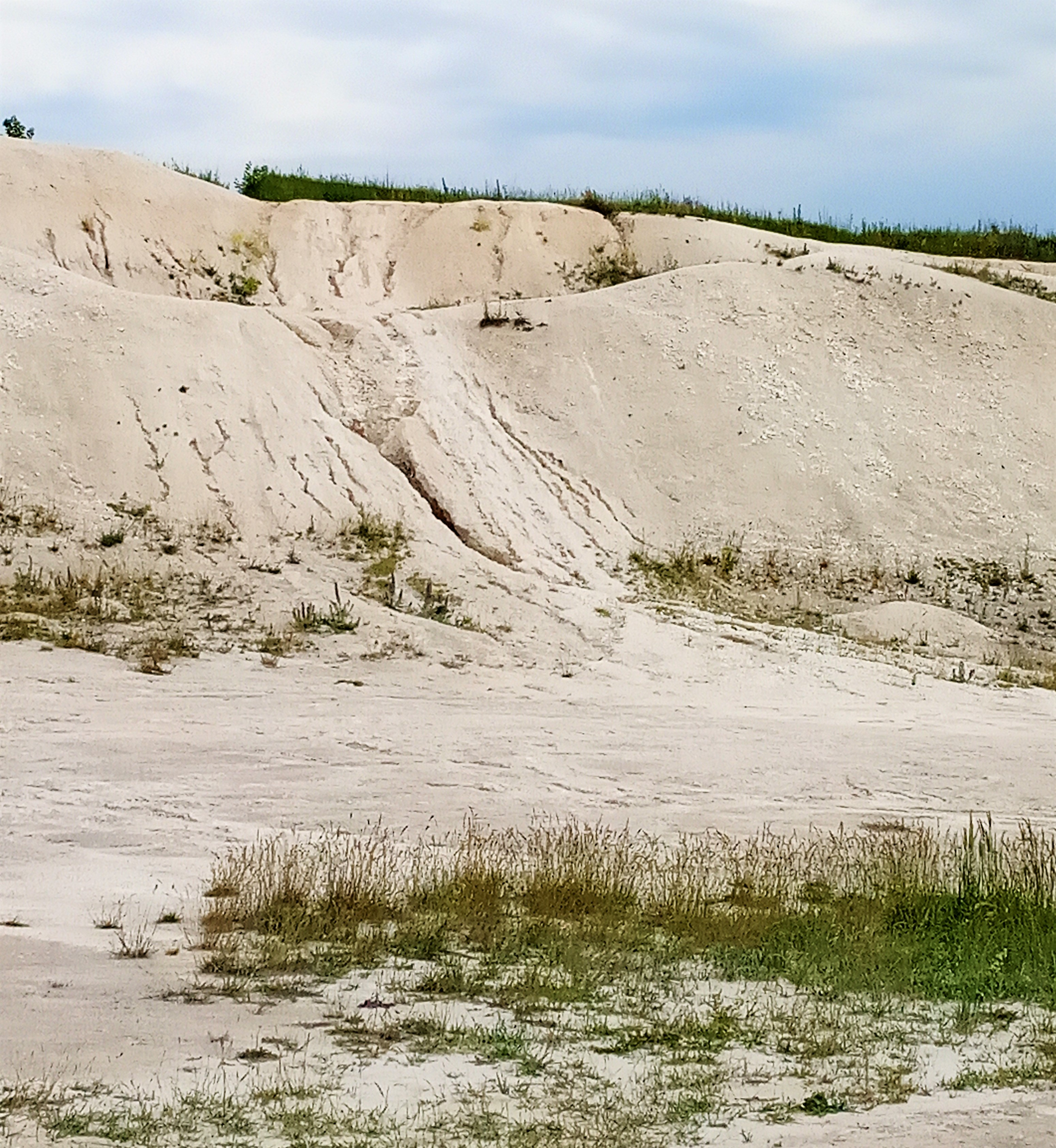
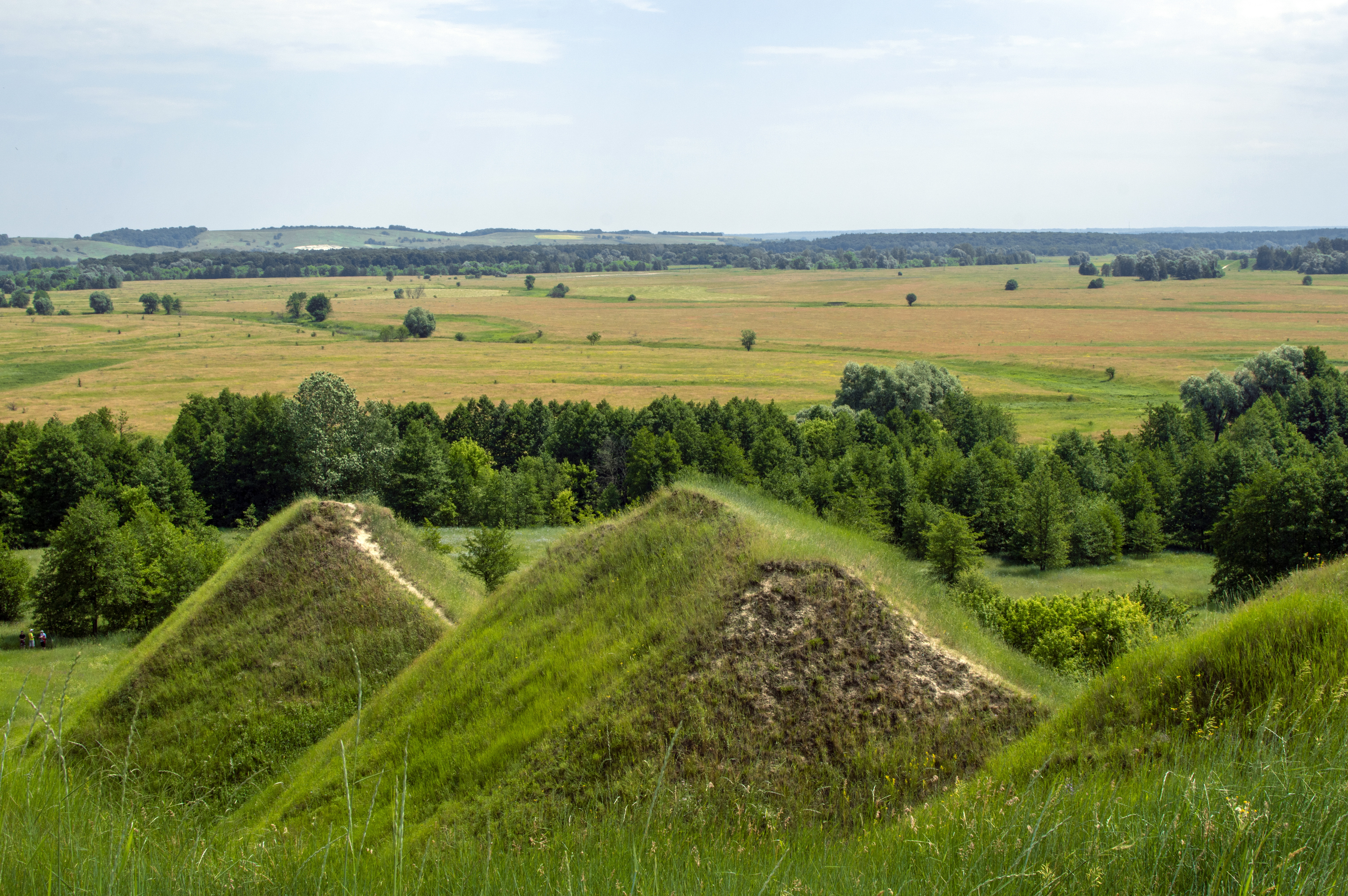